# (2186) Keldysh
Pour les articles homonymes, voir Keldysh.
(2186) Keldysh est un astéroïde de la ceinture principale.

## Description
(2186) Keldysh est un astéroïde de la ceinture principale. Il fut découvert le 27 septembre 1973 à Nauchnyj par Lioudmila Tchernykh. Il présente une orbite caractérisée par un demi-grand axe de 2,68 UA, une excentricité de 0,10 et une inclinaison de 2,4° par rapport à l'écliptique.

## Compléments